# Kanukugebergte
Het Kanukugebergte (Engels: Kanuku Mountains) is een bergketen in het zuiden van Guyana in de regio Upper Takutu-Upper Essequibo en maakt deel uit van het Hoogland van Guyana. De naam betekent 'bos' in het Wapishana, en verwijst naar de grote diversiteit aan wild dat daar gevonden wordt. Het gebergte wordt door de rivier de Rupununi in een oostelijk en in een westelijk deel verdeeld.
In de laaglandbossen leeft 53% van alle bekende vogelsoorten in Guyana.:1 Er leven 150 verschillende zoogdiersoorten in het gebied, dat is gelijk aan 80% van alle zoogdieren die voorkomen in Guyana. Prominente soorten zijn de reuzenotter, de harpij en de arapaima. De toppen van het Kanukugebergte zijn bijna 1000 meter hoog.
In 2011 werd het Kanukugebergte een beschermd natuurreservaat.:V Het berggebied wordt bewoond door 21 gemeenschappen van inheemse Macushi en Wapishana,:1 en bestaat voor 99% uit bos waaronder liaanbos. 11 van de 12 Guyaanse zoogdieren die op de rode Lijst van de IUCN staan bevinden zich in het Kanukugebergte.:3
- Library of Congress Control Number: sh2003005580
- Nationale Bibliotheek van Israël: 987007549302205171
- Virtual International Authority File: 315529246